# Aleiodes mexicanus
Aleiodes mexicanus är en stekelart som beskrevs av Cresson 1869. Aleiodes mexicanus ingår i släktet Aleiodes och familjen bracksteklar. Inga underarter finns listade i Catalogue of Life.